# Slawendorf Brandenburg an der Havel

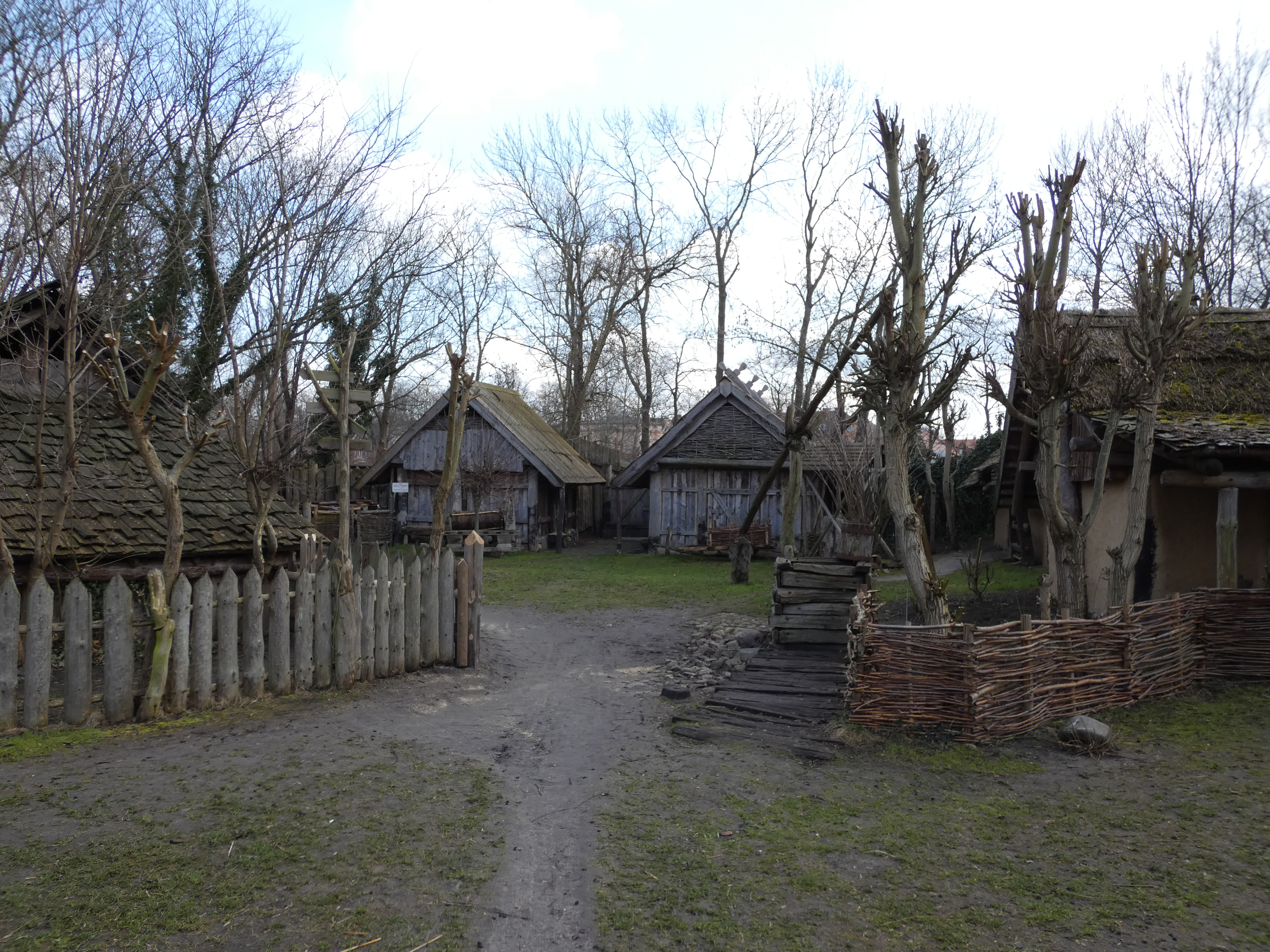
Szene im Slawendorf

Das Slawendorf Brandenburg an der Havel ist ein Freilichtmuseum, Dorfmuseum und Veranstaltungsort in der Stadt Brandenburg an der Havel. In ihm wurden verschiedentliche dörfliche und andere Bauten der mittelalterlichen Slawenzeit vor 1157 nachgebildet.

## Geschichte der Slawen in Brandenburg an der Havel

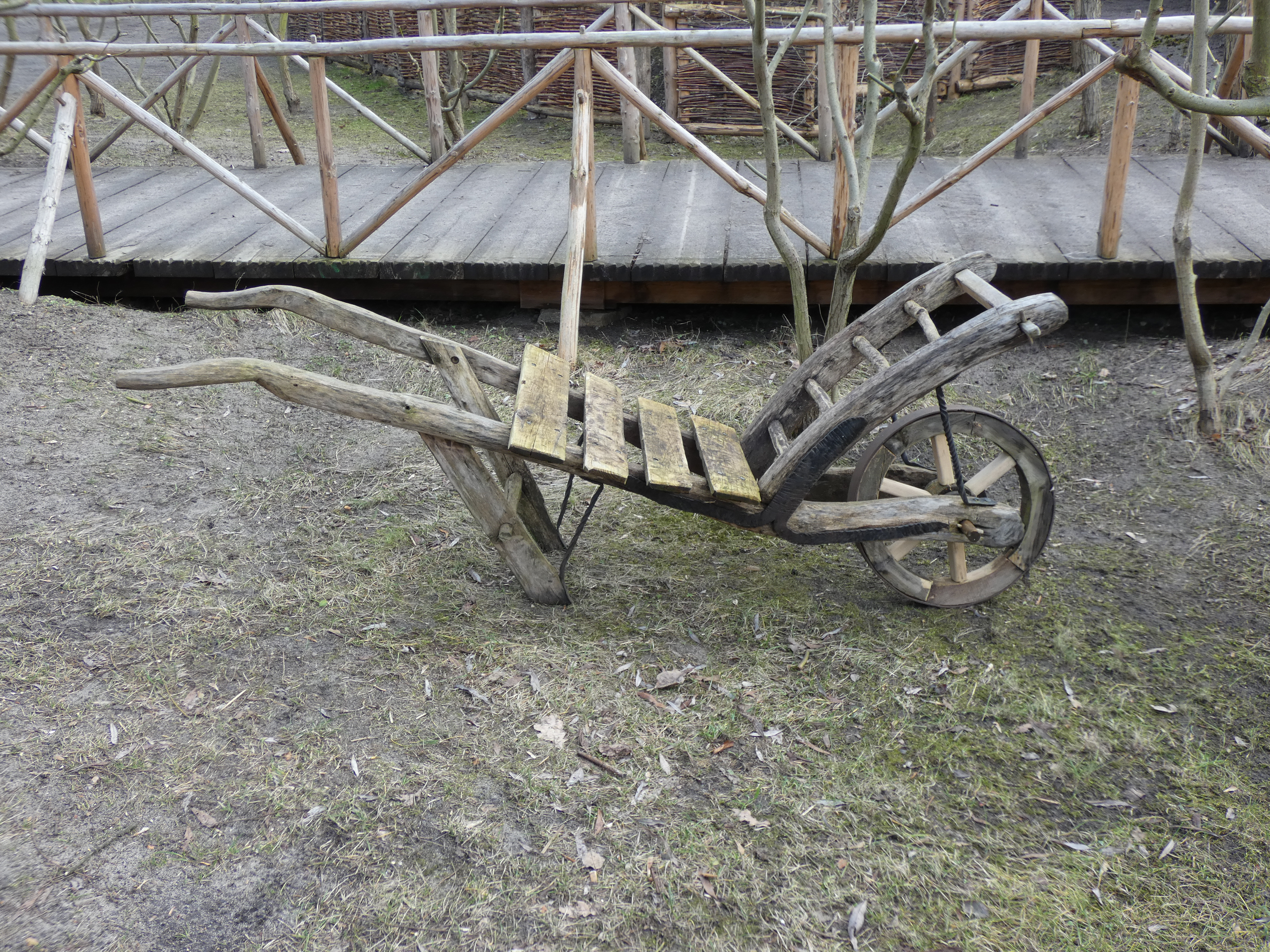
Nachbildung einer mittelalterlichen Schubkarre

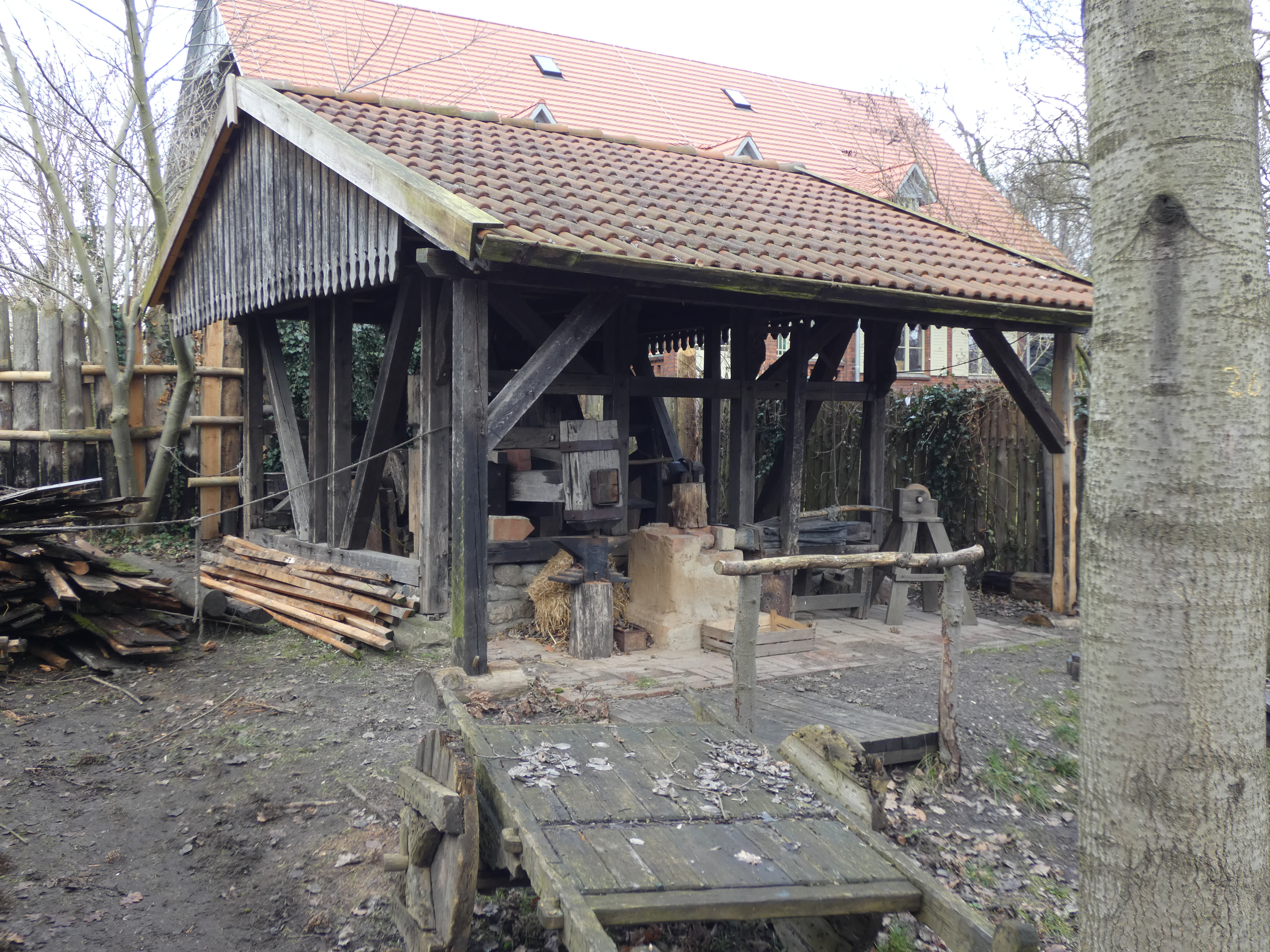
Schmiede

Im Zuge der Völkerwanderung wanderten nach dem weitgehenden Wegzug germanischer Urbevölkerung zwischen 568 und 800 in mindestens vier Wellen slawische Gruppen aus dem Raum Böhmen, von der Weichsel und aus dem Vorland der Karpaten in das Havelland ein. Die Gruppen der Zuwanderer verschmolzen mit der germanischstämmigen autochthonen Restbevölkerung. Es entwickelte sich der Stamm der Heveller (Stodorjane).
Die Heveller hatten eine bäuerliche Kultur. Sie nutzten beispielsweise hölzerne Hakenpflüge und betrieben Viehzucht. Haustiere waren Schwein, Rind, Schaf, Ziege und Pferd. Weiterhin wurde Zeidlerei betrieben. Werkzeuge und Gebrauchsgegenstände wurden zum erheblichen Maße aus Holz gefertigt. Jedoch wurde auch Metallbearbeitung beherrscht. Hauptgottheit der Heveller war der Triglaw. So befand sich ein bedeutendes Triglawheiligtum auf dem Marienberg.

## Slawendorf
Auf dem Gelände eines früheren Schulgartens, unmittelbar an der Havel beziehungsweise vor der Altstadt Brandenburg gelegen, wurde in kooperativer Zusammenarbeit zwischen der kommunalen BAS und der Zeitreise Brandenburg UG das Slawendorf Brandenburg an der Havel errichtet. Dabei wurden beispielsweise verschiedentliche Bauernhäuser nachgebildet. Diese wurden fensterlos in typischer Blockhausbauweise errichtet. Typischerweise sind die Fugen mit Lehm und Stroh gefüllt. Weiterhin wurden beispielsweise eine Schmiede, ein Backhaus, Kohlenmeiler, Hügelgräber und ein slawischer Burgwall nachgebildet. Das Slawendorf ist zwischen April und Oktober täglich geöffnet.
Neben dem Freilichtmuseum werden im Slawendorf eine Freiluftgaststätte, die Hevellerschenke, betrieben. Auf der Havel sind Rundfahrten mit dem nachempfundenen Slawenschiff Triglav möglich. Weitere Angebote sind Einführungen in unterschiedliche historische Gewerke oder Kräuterkunde und Führungen. Übernachtungen in den mittelalterlichen Blockhäusern sind möglich.
Weiterhin werden im Slawendorf und mit diesem als Kulisse regelmäßig Veranstaltungen und Volksfeste durchgeführt. So finden Mittelalterfeste wie das bereits vorher etablierte Rolandspectaculum, das Brandenburger Rolandfest, seit einigen Jahren im Slawendorf statt. Ein weiteres Fest ist der vorweihnachtliche Wintermarkt im Slawendorf. In der Hevellerschenke wird unregelmäßig Public Viewing durchgeführt.